# Cipete (Pinang)
Cipete is een bestuurslaag in het regentschap Tangerang van de provincie Banten, Indonesië. Cipete telt 12.164 inwoners (volkstelling 2010).